# Włodzimierz Dadzibóg Kamieński
Włodzimierz Dadzibóg Kamieński (Kamiński) herbu Ślepowron (zm. w 1676 roku) – podkomorzy mścisławski w latach 1668–1676, starosta mścisławski do 1658 roku, chorąży mścisławski w latach 1647–1667, horodniczy mścisławski w latach 1642–1649, dworzanin pokojowy Jego Królewskiej Mości, starosta żukowski w 1668 roku, rotmistrz królewski.
Jako poseł na sejm konwokacyjny 1648 roku z województwa mścisławskiego był członkiem konfederacji generalnej zawiązanej 31 lipca 1648 roku. 
Poseł sejmiku mścisławskiego na sejm 1649/1650 roku, sejm 1653 roku, sejm 1658 roku, sejm 1659 roku, sejm 1661 roku, sejm 1662 roku, sejm 1665 roku, pierwszy sejm 1666 roku. 
Na sejmie 1653 roku wyznaczony z Koła Poselskiego komisarzem do zapłaty wojsku Wielkiego Księstwa Litewskiego. Jako poseł na sejm konwokacyjny 1668 roku z województwa mścisławskiego był członkiem konfederacji generalnej zawiązanej 5 listopada 1668 roku na tym sejmie. Jako poseł na sejm konwokacyjny 1674 roku z województwa mścisławskiego był członkiem konfederacji generalnej zawiązanej 15 stycznia 1674 roku na tym sejmie. Poseł na sejm koronacyjny 1676 roku.
Podpisał z województwem mścisławskim elekcje Jana II Kazimierza Wazy, Michała Korybuta Wiśniowieckiego (jako deputat do pacta conventa) i Jana III Sobieskiego (podpisał jego pacta conventa). 